# Bannière Naiman
Pour les articles homonymes, voir Naïman.
La bannière de Naiman (chinois : 奈曼旗 ; pinyin : nàimàn qí) est une subdivision administrative de la région autonome de Mongolie-Intérieure en République populaire de Chine, placée sous la juridiction de la ville-préfecture de Tongliao.
Le terme naïman est en mongol khalkha (mongol bitchig est le nombre huit (naïm (ᠨᠠᠢᠮᠠ / найм), auquel est ajouté le suffixe de déclinaison -an : ᠨᠠᠢᠮᠠᠨ mongol cyrillique : найман).

## Démographie
La population de la bannière était de 421 968 habitants en 1999.